# Coraakruimte
In differentiaalmeetkunde, een deelgebied van de wiskunde, kan men aan elk punt {\displaystyle x} van een differentieerbare variëteit een vectorruimte hechten, die de coraakruimte op {\displaystyle x} wordt genoemd. Meestal wordt de coraakruimte als de duale ruimte van de raakruimte op {\displaystyle x} gedefinieerd, al zijn er directere definities in omloop. De elementen van de coraakruimte worden coraakvectoren genoemd. 